# Budwity (przystanek kolejowy)
Budwity – zamknięty przystanek osobowy a dawniej stacja kolejowa w Gumniskach Małych na linii kolejowej nr 222 Małdyty – Malbork, w województwie warmińsko-mazurskim.
Istniejący tu dawny budynek stacyjny o charakterystycznej sylwetce, nawiązującej do eleganckiej architektury parkowej, powstał jako cesarski dworzec powitalny dla polującego w tych okolicach Wilhelma II w 1893. Podobny obiekt znajdował się wcześniej w Prakwicach.